# Peiraikos

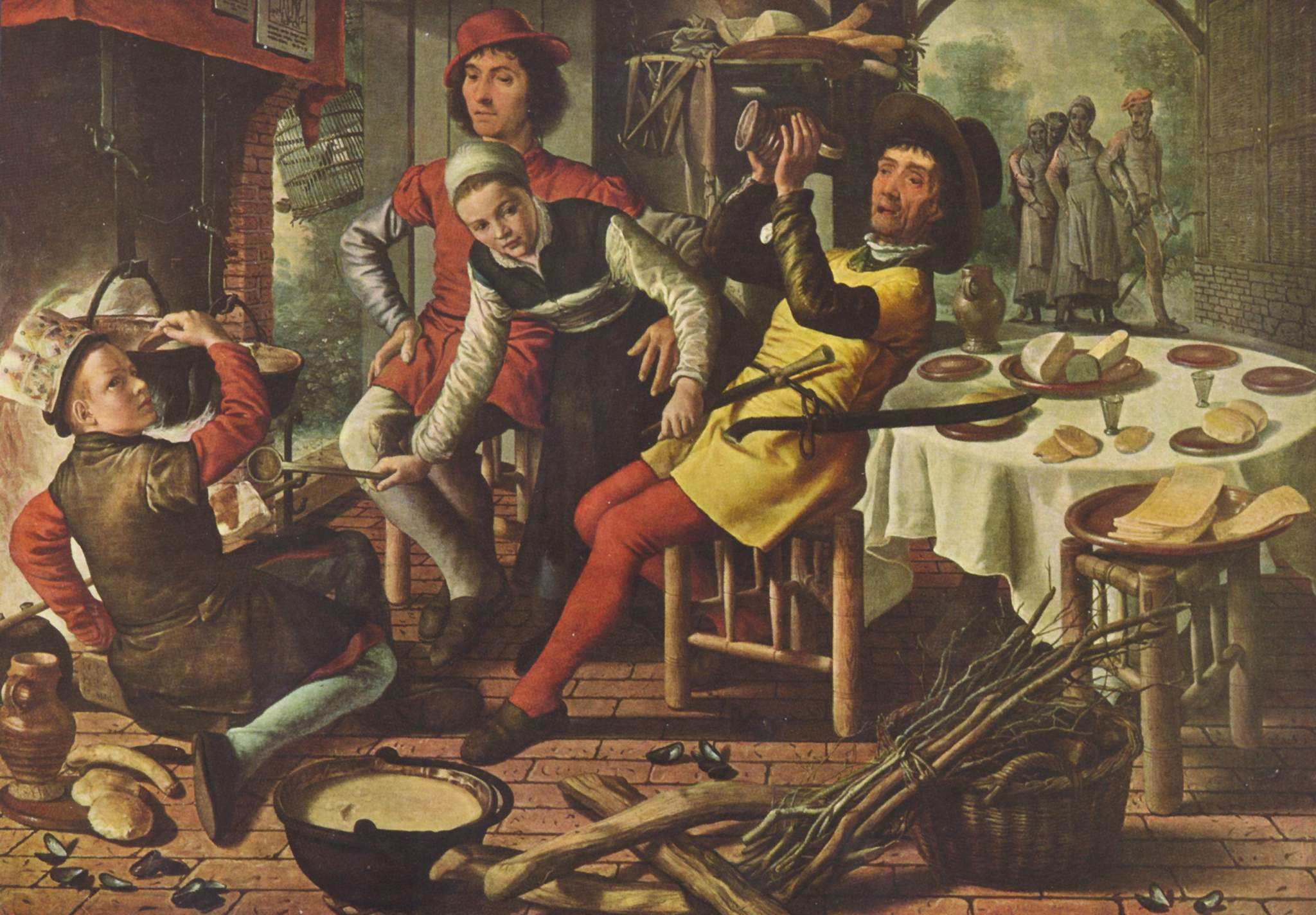
Una escena de cocina de Pieter Aertsen, que fue comparado con Peiraikos

Peiraikos, o Piraeicus, fue un pintor griego antiguo de fecha y ubicación inciertas. No se sabe que haya sobrevivido nada de su trabajo y solo se le conoce por una breve discusión del autor latino Plinio el Viejo. El pasaje de Plinio llega en medio de su discusión sobre la pintura en el Libro XXXV de su Historia Natural, completado alrededor del 78 d. C.:
Conviene añadir un relato de los artistas que ganaron fama con el pincel al pintar cuadros más pequeños. Entre ellos se encuentra Peiraikos. En cuanto al dominio de su arte, pocos le superan, pero su elección de camino tal vez estropeó su propio éxito, ya que siguió una línea humilde, ganando, sin embargo, la mayor gloria que tenía que aportar. Pintó barberías, puestos de zapateros, asnos, comestibles y temas similares, ganándose el nombre de riparógrafo [pintor de cosas sucias/bajas]. En estos temas podía dar un placer consumado, vendiéndolos por más de lo que otros artistas recibían por sus grandes cuadros.
En términos de historia del arte posterior, pintó cuadros pequeños de gabinete de temas de género. En general, Plinio parece derivar su información de Varrón (116 a. C. - 27 a. C.), y Peiraikos puede haber sido contemporáneo o algo anterior a él, lo que sitúa al pintor a finales del periodo helenístico o en los primeros tiempos del periodo grecorromano. Por su tono, parece que "Plinio no sabe juzgar al Pireo". Los comentaristas de la Edad Moderna adoptarían tanto actitudes de aprobación como de desaprobación hacia los artistas posteriores comparados con él, asumiendo a menudo que el significado de Plinio seguía el suyo propio. Es posible que los temas de Peiraikos recibieran un tratamiento cómico, pero esto no está claro. En el arte romano se conservan algunos temas equivalentes, sobre todo en tiendas y escaparates de Pompeya, en pequeñas secciones de mosaicos de suelo y en los relieves de hombres trabajando en la tumba de Eurysaces el Panadero en Roma (c. 50-20 a. C.), pero es interesante saber que tales temas eran populares entre los coleccionistas más pudientes del mercado de arte romano.
Propercio hace una referencia a un pintor de "pequeño arte" en sus Elegías, pero el texto sobreviviente está corrupto, y generalmente se piensa que tiene la intención de hacer una referencia al pintor ateniense del siglo V a. C. Parrasio, cuyo trampantojo de una cortina pintada engañó a su rival Zeuxis, anécdota relatada en otro pasaje de Plinio.

## En la crítica de arte de la Edad Moderna
Peiraikos fue mencionado con frecuencia en las discusiones sobre arte a finales del Renacimiento y, sobre todo, en el Barroco, cuando los temas de género volvieron a ser populares y la necesidad de la autoridad clásica seguía siendo muy sentida. El tono ambiguo de los comentarios de Plinio permitió a los escritores posteriores alistar a Plinio en cualquier lado del argumento a favor y en contra de los humildes equivalentes modernos de Peiraikos. Pieter Aertsen, uno de los primeros artistas especializados en temas de género, fue un innovador pintor de escenas de cocina de finales del siglo XVI, que fue comparado con Peiraikos por el humanista renacentista holandés Hadrianus Junius (Adriaen de Jonghe, 1511-1575) en su Batavia, publicado póstumamente en 1588, que compara a Aertsen en cada punto de la descripción de Plinio de forma totalmente elogiosa. Un artículo de Zoran Kwak sostiene que un cuadro de su hijo Pieter Pietersz el Viejo (1540-1603), normalmente llamado Escena de mercado con el viaje a Emaús, en el que aparece de forma destacada una figura semidesnuda que es claramente un cocinero (con Jesús y sus compañeros como figuras más pequeñas detrás de él), representa de hecho un autorretrato con espíritu parcialmente cómico, representado como Peiraikos.
Pieter van Laer (1599 - c. 1642) fue un pintor holandés de escenas de género de la Edad de Oro, activo durante más de una década en Roma, donde su apodo era Il Bamboccio. Los artistas que trabajaban en su estilo, que a menudo pintaban escenas de la vida cotidiana como las enumera Plinio, se hicieron conocidos como los Bamboccianti, pintores a la manera de Bamboccio. Peiraikos se menciona a menudo en las controversias sobre los Bamboccianti, por ejemplo, por Salvator Rosa en sus Sátiras, y más tarde por el biógrafo de artistas holandés, Samuel Dirksz van Hoogstraten en su Inleyding tot de Hooge Schoole der Schilderkonst ( Introducción a la Academia de Pintura )., Róterdam 1678. A medida que la pintura de género se convirtió en un elemento importante de la pintura holandesa del Siglo de Oro, Peiraikos se utilizó como precedente clásico para dicho trabajo, en las relativamente pocas discusiones sobre la idoneidad de dicho arte por parte de Karel van Mander en su Schilder-boeck (1604) y Arnold Houbraken . en su El gran teatro de los pintores holandeses (1718-1719). Aunque al principio eran bastante baratas, a finales del siglo XVII las mejores escenas de género holandesas pasaron a ser buscadas por coleccionistas de toda Europa a precios muy elevados, un hecho que, tras el relato de Plinio sobre Peiraikos, fue lamentado por Lessing en su Laocoonte (1763), mencionando específicamente la pintura holandesa.

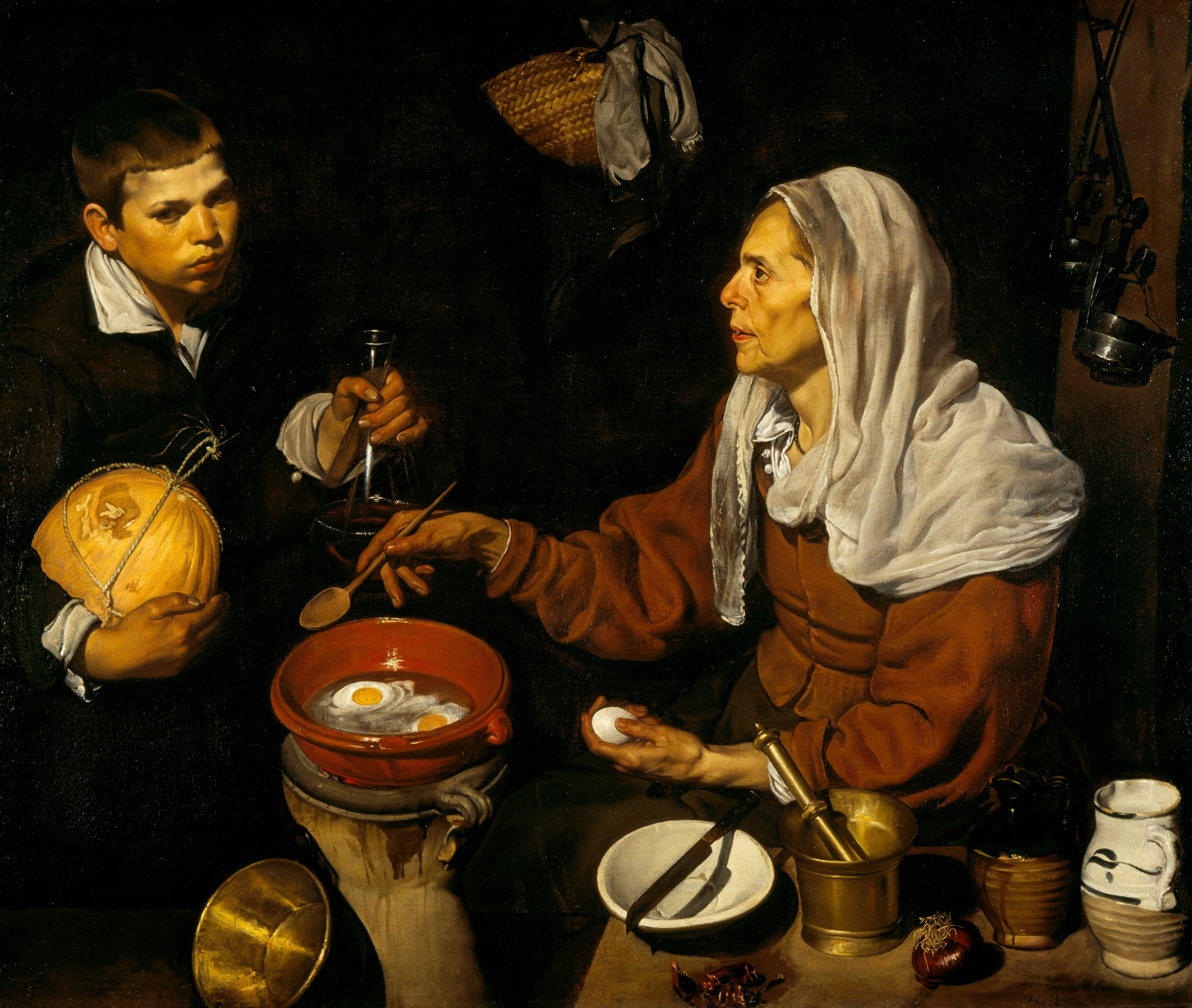
Diego Velázquez, Vieja friendo huevos, 1618.

En España, donde los bodegones o escenas de taberna de género se habían vuelto populares, Francisco Pacheco y más tarde Antonio Palomino se refirieron a Peiraikos de la misma manera, y Palomino comparó a Velázquez con él. Una referencia del escritor jesuita Baltasar Gracián, comparando a Peiraikos con un pintor contemporáneo anónimo, también parece referirse a Velázquez. En Italia, el cardenal Gabriele Paleotti lo menciona de pasada, cuyo De sacris et profanis imaginibus (1582, "Discurso sobre las imágenes sagradas y profanas") fue uno de los tratados que expuso los puntos de vista de la iglesia de la Contrarreforma sobre el papel y el contenido adecuados de Arte. Giovanni Battista Agucchi, el secretario del cardenal Eduardo Farnesio y un motor y agitador en la escena del arte romano, llamó a Jacopo Bassano el moderno Peiraikos, contrastando a la pareja con Caravaggio y Demetrio de Alopece, quienes esculpieron "verrugas y todo" retratos de figuras importantes. En Francia, André Félibien fue un influyente codificador de la teoría de la jerarquía de los géneros en el arte, y citó a Plinio sobre Peiraikos, asumiendo la desaprobación de su predecesor.
Un pasaje del diario de Paul Klee medita sobre Peiraikos como "artista-mártir".
En la literatura, Rabelais en Gargantúa y Pantagruel (Prólogo, Libro V, c. 1564) se compara con Peiraikos como especialista en temas bajos: "... y sin embargo se encontró un lugar para Esopo, y el oficio de Mitólogo; de la misma manera, en la medida en que no aspiro a un grado superior, ruego que no desdeñen recibirme en el oficio de pequeño Riparógrafo y Seguidor del Pireo" [o "Riparógrafo insignificante, o Gorrón de la Secta del Pirro", como lo expresó su traductor Peter Motteux en 1694].

## Riparógrafo
El término utilizado por Plinio ha sido anglicanizado como "riparógrafo", "Un pintor de temas bajos o malos", que el OED registra por primera vez en 1656, con "riparografía" en 1678.